# Château de Maulnes
Cet article possède un paronyme, voir Maulne (homonymie).
Le château de Maulnes, situé à Cruzy-le-Châtel dans l'Yonne est un château de style Renaissance construit au XVIe siècle.
Ce château ne connait pas d'équivalent en France, sinon dans le monde. Il présente plusieurs particularités qui le rendent unique. Ainsi, construit d'une seule traite entre 1566 et 1573 sur un plan pentagonal, il a été très peu occupé. Il est bâti autour d'un escalier central et d'un puits alimenté par trois sources.
Inoccupé au XXe siècle, dans un état de dégradation avancé, il est acquis par le Conseil Général de l'Yonne en 1997. Depuis, il a fait l'objet d'études historique et archéologique, ainsi que de travaux de restauration qui doivent se prolonger sur de nombreuses années. Il est ouvert au public depuis 2005.
Ce château fait l’objet d’un classement au titre des monuments historiques depuis le 11 juillet 1942.

## Histoire

### La « motte de Maulnes »
Le site, qui semble avoir été occupé depuis le néolithique, est cité dans un texte de 863 sous le nom de « Molnitum ».
Une maison-forte, connue sous le nom de « motte de Maulnes », avait été édifiée par les comtes de Tonnerre dans une clairière de la forêt de Maulnes, certainement au XIIIe siècle. On en trouve la trace dans les écrits de l'époque ainsi que sur les photos aériennes. Elle permettait aux comtes de s'adonner à la chasse, parfois en compagnie d'invités de marque, tel le duc de Bourgogne Philippe le Hardi, qui vint y chasser en 1366 et 1374.
À la suite d'une querelle entre le comte de Tonnerre Louis II de Chalon et le duc Jean-sans-Peur, les troupes bourguignonnes envahissent le comté en 1411. En 1414, elles détruisent les châteaux du Tonnerrois, dont ceux de Tonnerre, Tanlay et Maulnes.

### Le projet

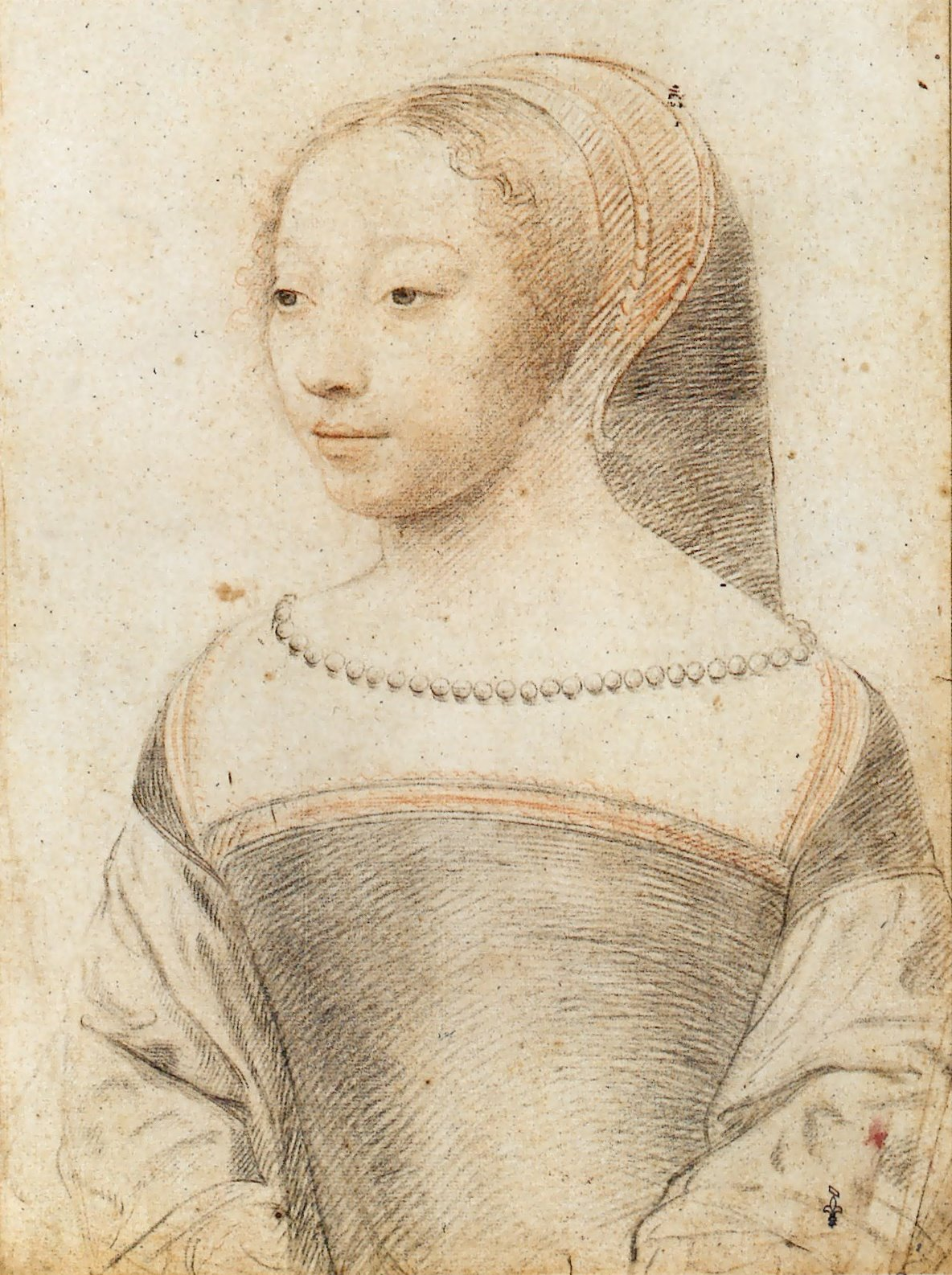
Louise de Clermont par François Clouet.

Un siècle et demi plus tard, la comtesse de Tonnerre, Louise de Clermont, et son époux Antoine de Crussol, duc d'Uzès, sont des personnages importants, proches de la cour de France et de la reine Catherine de Médicis. C'est en 1556 que Louise de Clermont, veuve de François du Bellay, avait épousé Antoine de Crussol.
En 1566, le couple décide la construction d'un château dans la forêt de Maulnes. Louise a alors soixante-deux ans, c'est une femme intelligente et cultivée, formée à la cour de François Ier, roi féru d'architecture. Son propre frère, Antoine III de Clermont, a confié en 1541 à l'architecte Sebastiano Serlio la construction d'un château à Ancy-le-Franc, non loin de Maulnes.
La France traverse alors une période d'accalmie qui succède à la première guerre de religion, grâce à la signature de la Paix d'Amboise en 1563. C'est une période propice à la réalisation de ce projet architectural, auquel le couple songe sans doute depuis plusieurs années.

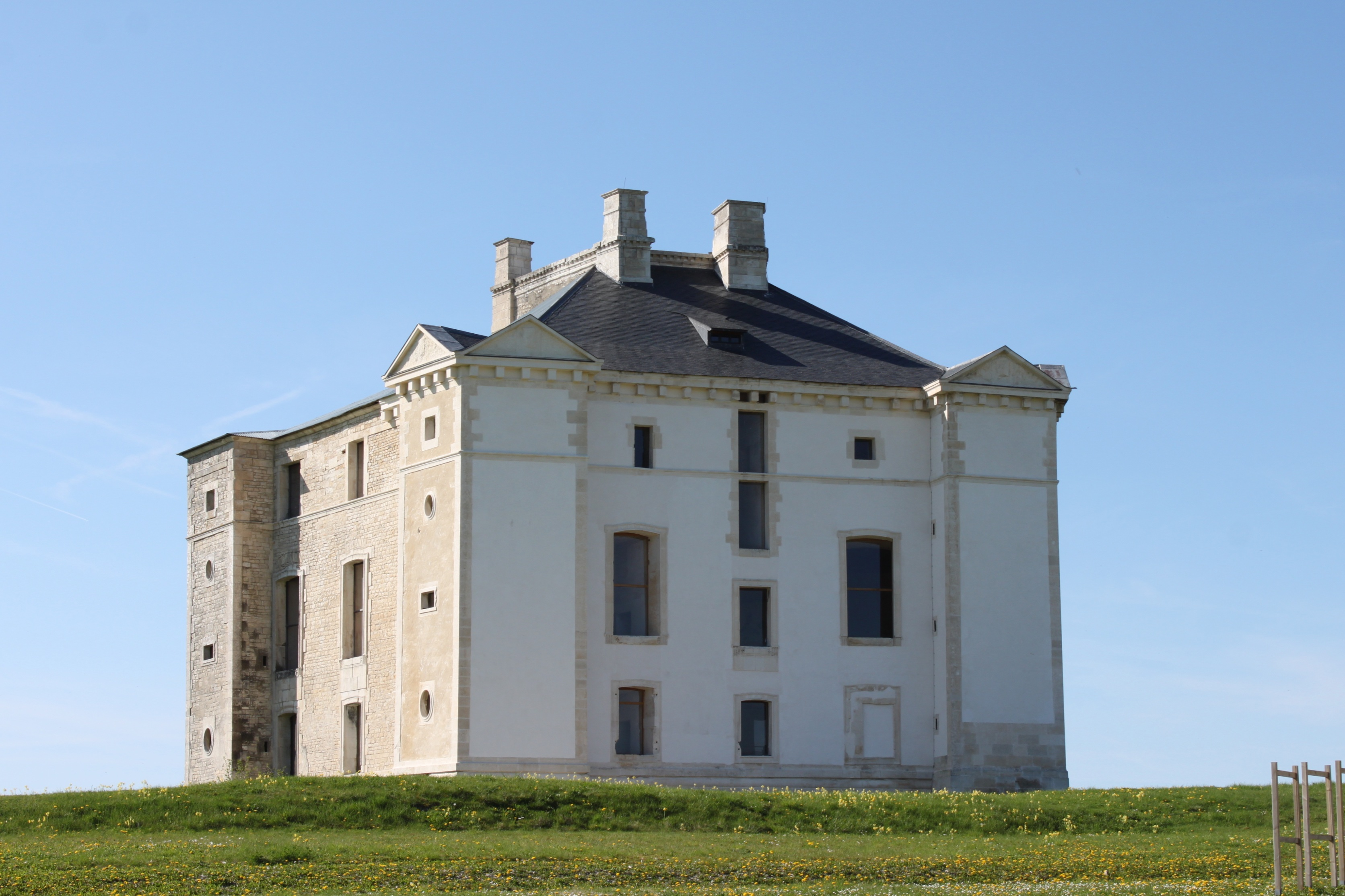

En effet, Antoine de Crussol, qui devient duc d'Uzès en mai 1565, ne possède alors pas de résidence digne de son rang dans le comté. Or il se doit d'affirmer son autorité par un édifice capable de frapper l'imagination. Le château, symbole de son pouvoir, doit pouvoir rivaliser avec ses voisins d'Ancy-le-Franc et de Tanlay, alors en construction. S'il ne le peut par sa taille, ce sera par sa beauté et son originalité architecturale.
L'emplacement du futur château dans une forêt se justifie d'abord par sa fonction de relais de chasse. Mais également – et peut-être surtout – par le rôle qu'il aura dans l'exploitation des vastes forêts de la région. La vente de bois de chauffage à Paris est alors la ressource la plus importante du comté et le couple entend en améliorer la gestion.

### La construction (1566 - 1573)

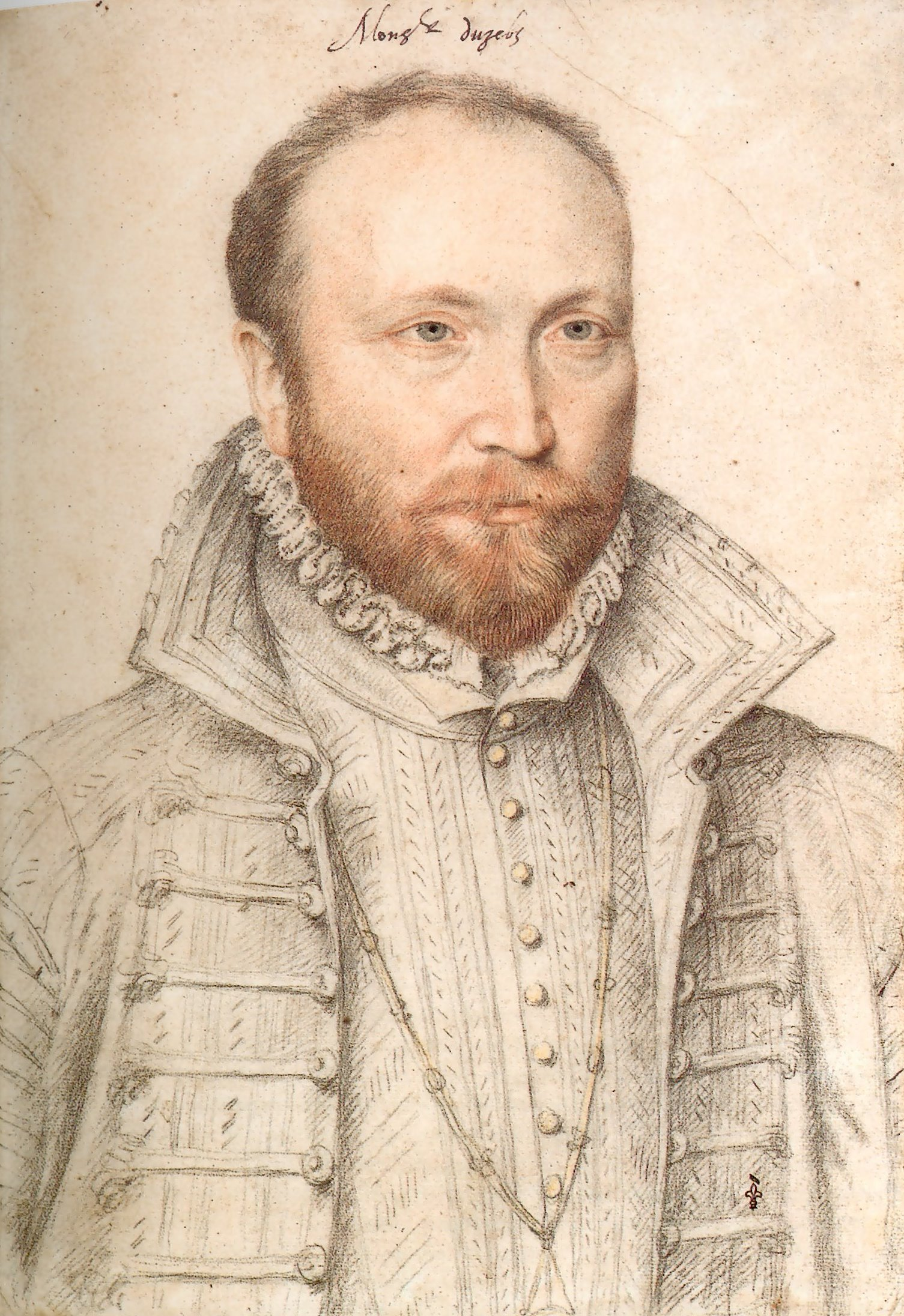
Antoine de Crussol par François Clouet.

C'est le 7 mai 1566 qu'Antoine de Crussol signe devant notaire les contrats qui le lient à un maître maçon et à un maître charpentier. Il leur fournit des plans détaillés du bâtiment à construire. Jean Cosquino, seigneur de Fulvy et témoin de la signature, se voit confier la gestion du chantier, avec le titre de Gouverneur du château de Maulnes.
Rapidement, dès l'été 1567, une nouvelle période de trouble s'ouvre pour le royaume. En février 1568, l'armée du prince de Condé occupe les faubourgs de Tonnerre et assiège la ville, qui doit finalement payer une rançon. En novembre, les troupes catholiques s'emparent de Noyers tandis que les huguenots prennent Vézelay au début de 1569, bientôt assiégés par les troupes royales. En mars, l'armée du duc des Deux-Ponts traverse la Bourgogne pour venir au secours de la garnison de Vézelay. Et en juillet, c'est l'armée du maréchal de Cossé qui passe par le Tonnerrois.
Malgré le climat peu sûr, le chantier progresse. En septembre 1569, Louise de Clermont s'installe à Maulnes, qu'elle fait meubler. Elle est rejointe par Antoine de Crussol en janvier 1570. Le logis est alors terminé, mais pas les bâtiments annexes. Le second chantier pourrait avoir commencé en août 1570, après le départ des Crussol qui ont rejoint la cour dans sa vie itinérante.
En 1572, Antoine de Crussol est fait pair de France, pour son duché d'Uzès. Pourtant l'avenir est sombre, la tension est particulièrement forte entre catholiques et protestants. Le 24 août 1572, Galiot de Crussol, frère d'Antoine, fait partie des victimes du massacre de la Saint-Barthélemy. En octobre, Antoine et Louise séjournent un mois à Maulnes. Louise part en Languedoc, tandis qu'Antoine regagne Paris. De janvier à juillet 1573, il participe au siège de La Rochelle. Mais il en revient épuisé et malade. Il meurt le 14 août 1573.

### Les Clermont-Tonnerre (1573 - 1697)

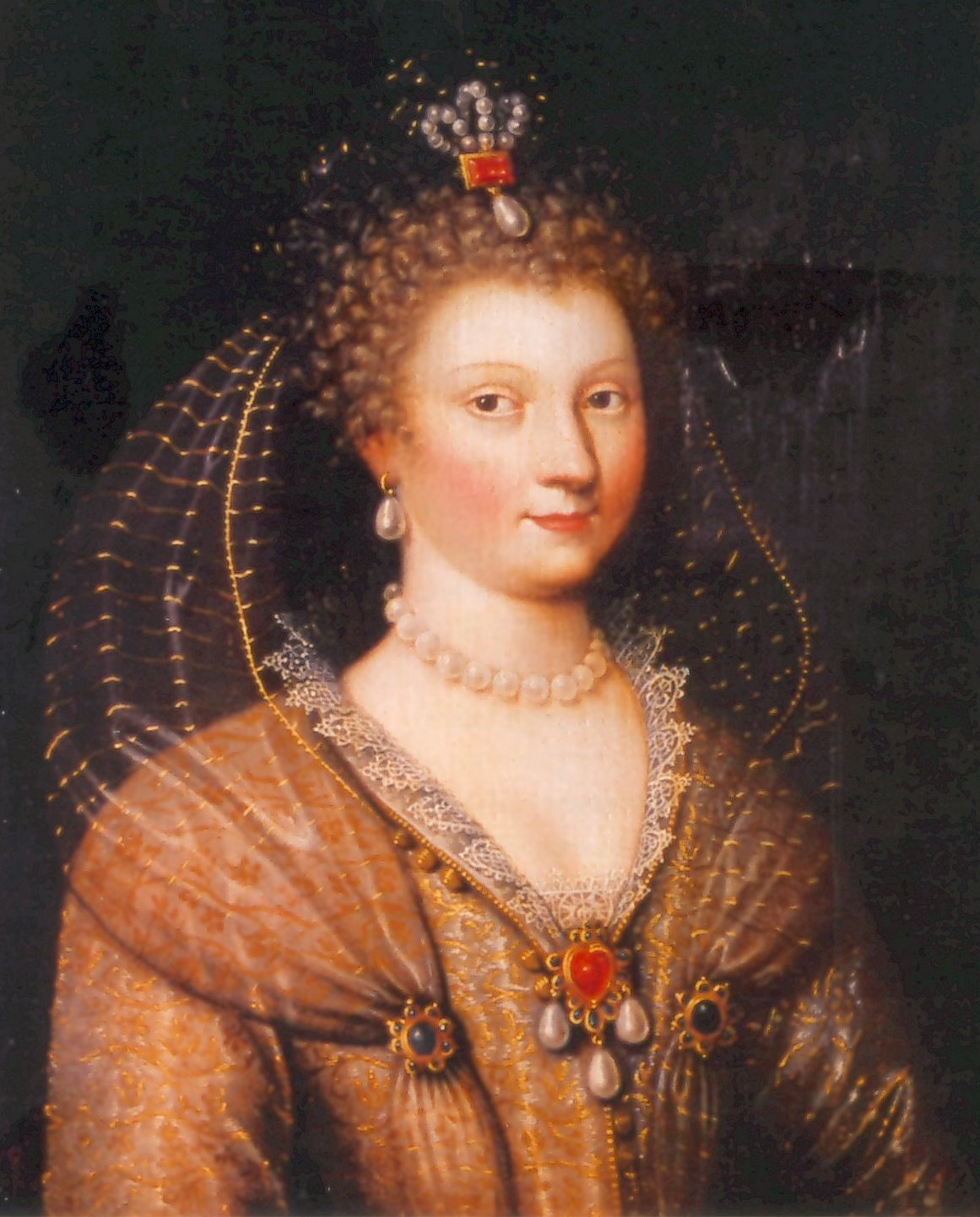
Louise de Clermont (collection ducale d'Uzès).

Veuve pour la seconde fois, Louise de Clermont poursuit sa vie itinérante entre Paris, Tonnerre, Ancy-le-Franc et Maulnes, dont le chantier est désormais abandonné. À partir de mai 1575, elle ne revient plus à Maulnes, mais elle y installe deux hommes de confiance.
En 1576, Jacques Androuet du Cerceau publie le premier volume des « Plus Excellents Bastiments de France » qui présente trente édifices qu'il juge exceptionnels. Le château de Maulnes, dont il publie les plans, est l'un d'eux.
Dans les années qui suivent, Louise doit faire face à de longs procès de succession, engagés contre elle aussi bien par la famille de son premier mari que par celle du second.
Âgée de 92 ans, elle meurt en mai 1596 dans l'Hôtel-Dieu de Tonnerre fondé par Marguerite de Bourgogne.
Louise de Clermont est morte sans enfant, alors que les problèmes d'héritages plus anciens ne sont pas réglés. Enfin, en mars 1606, son petit-neveu Charles-Henri de Clermont, héritier le plus direct et légataire de Louise, parvient à un accord avec les différentes parties. Moyennant le versement d'un fort dédommagement, il devient comte de Tonnerre, de Cruzy et de Maulnes.
Prenant possession de Maulnes, il engage quelques travaux en 1610, avec la création du plafond de la grande salle.

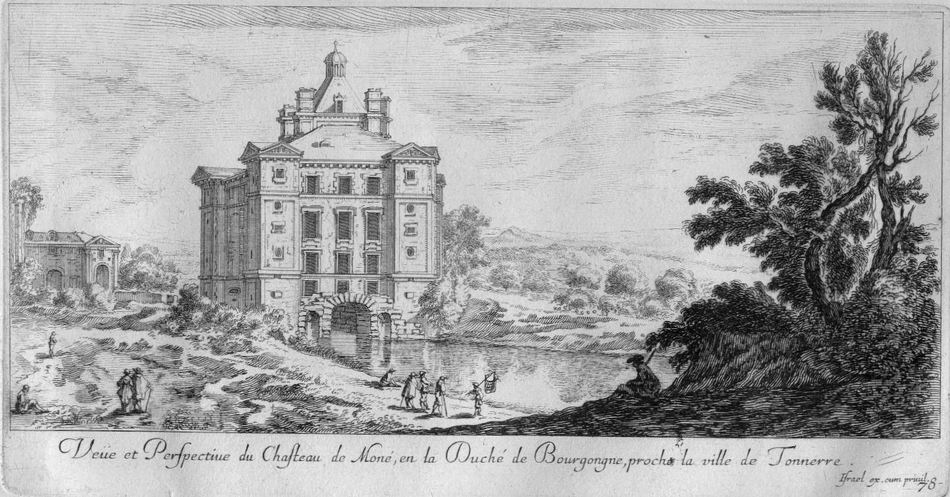
Gravure d'Israël Silvestre vers 1650.

Il prépare sa succession en séparant Maulnes et Cruzy, érigé en marquisat qu'il donne à son fils cadet, des comtés de Clermont et de Tonnerre, qu'il destine à son aîné.
Pourtant, dès sa mort en 1640, son fils aîné François de Clermont devenu comte de Tonnerre revendique une partie des possessions de son frère Roger, comme ayant toujours appartenu au comté de Tonnerre. La même année, son représentant prend symboliquement possession du château de Maulnes. On ne sait si Maulnes est alors habité et entretenu par l'un ou l'autre frère. Une gravure d'Israël Silvestre vers 1650 le montre dans un état d'abandon. Un arrêt du parlement de 1658 donne raison à Roger, marquis de Cruzy. Malgré tout, François et ses descendants persisteront à s'intituler Seigneurs de Maulnes.
Entre 1650 et 1670, des modifications et réparations sont entreprises à Maulnes, très certainement par Roger de Clermont qui est revenu des armées de Flandres en 1647.

### Les Louvois (1697 - 1844)

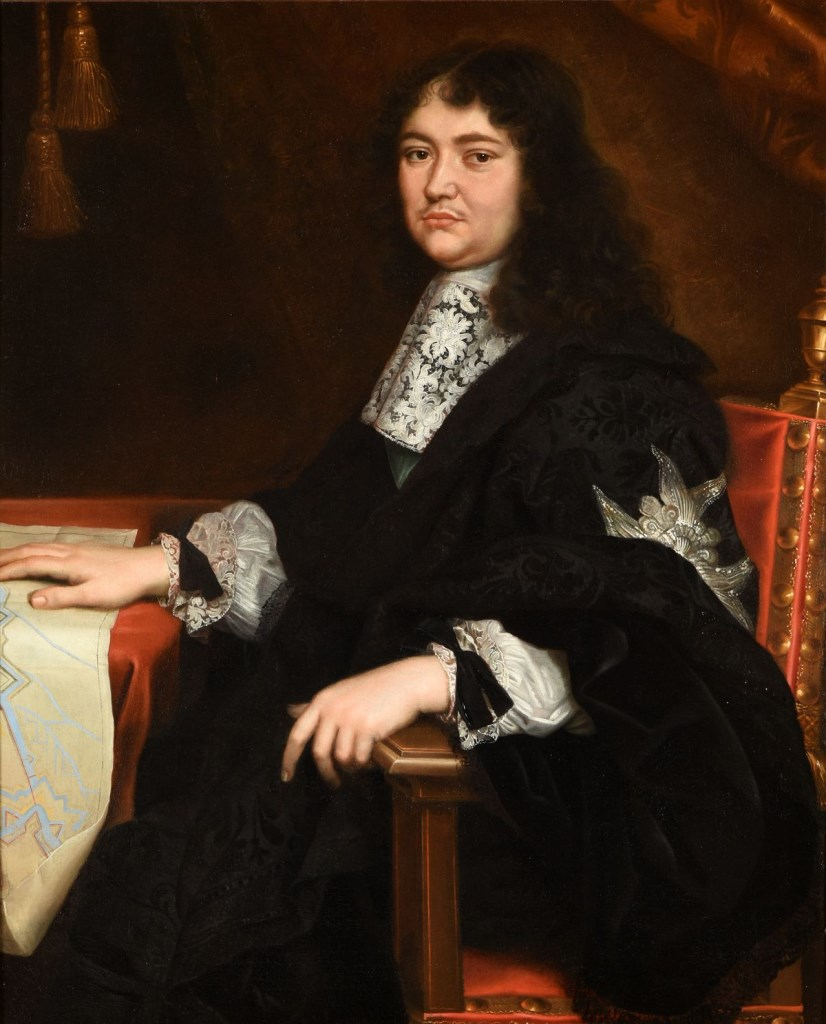
Le marquis de Louvois.

De 1683 à 1685, le marquis de Louvois achète le comté de Tonnerre à François-Joseph de Clermont, petit-fils de François.
Louvois meurt en 1691 et sa veuve, Anne de Souvré, poursuit les acquisitions. Le 8 juin 1697, elle achète Maulnes et Cruzy à la veuve du second marquis de Cruzy, fils de Roger, qui rencontre des difficultés financières. L'héritage de Louise de Clermont est à nouveau réuni entre ses mains.
La nouvelle propriétaire fait alors dessiner un plan détaillé de la forêt de Maulnes et dresser une liste précise des terres, bois et prés qui le composent. Ces documents ont ensuite disparu dans le courant du XIXe siècle. Femme intelligente et appréciée de ses contemporains, la marquise de Louvois meurt en décembre 1715. La succession n'est réglée que six ans plus tard, et Maulnes est à nouveau laissé à l'abandon.
En 1721, c'est le fils aîné de Louvois, Michel-François Le Tellier marquis de Courtanvaux, qui hérite du comté de Tonnerre. Mais il meurt aussitôt et sa bru Anne-Louise de Noailles en reçoit la tutelle jusqu'à la majorité de son fils âgé de deux ans.
Un arrêt du conseil royal des finances autorise en 1723 le flottage du bois de Maulnes vers Paris, par l'Armançon, l'Yonne et la Seine. Le château et ses dépendances accueillent dès lors une petite communauté concernée par cette activité : gardes forestiers et voituriers. À sa majorité en 1744, François-César Le Tellier de Courtanvaux poursuit l'entreprise de sa mère.

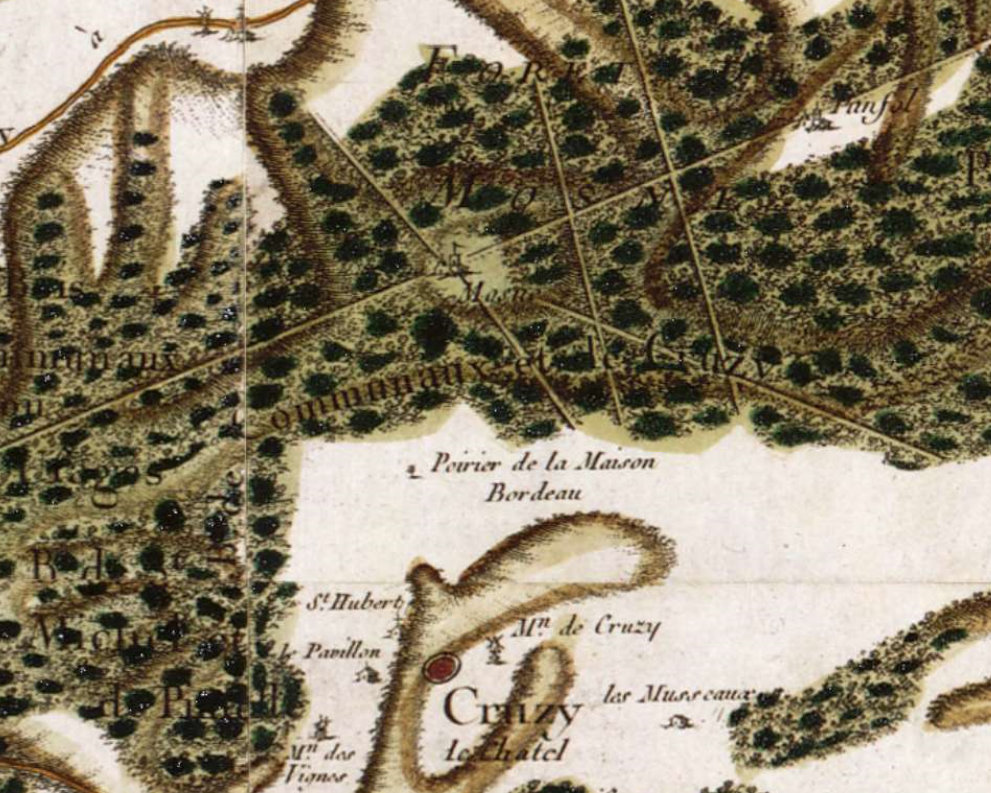
Maulnes sur la carte de Cassini.

En 1775, les marchands de bois qui occupent le château obtiennent du marquis l'autorisation d'ouvrir une verrerie, activité plus rentable que la vente du bois qu'il est coûteux d'acheminer jusqu'à l'Armançon. Ils fabriquent du verre à vitre, puis des bouteilles. En 1779, il est fait mention de la Verrerie de Maulnes. Cette transformation affecte notablement Maulnes, avec la modification des communs, la construction d'annexes, le défrichement progressif de la forêt.
En 1781, le marquis meurt sans héritier direct. Son cousin Louis-Sophie Le Tellier de Souvré, fils de François-Louis Le Tellier, devient comte de Tonnerre. Mais il meurt couvert de dettes en 1785. Sa veuve Marie Jeanne Henriette Victoire de Bombelles exerce la tutelle au nom de son fils âgé de deux ans. Elle parvient à traverser la Révolution et à retrouver ses biens qu'elle administre jusqu'à sa mort en 1822.
En 1806, une note rédigée par le sous-préfet de Tonnerre décrit la qualité du travail de la verrerie de Maulnes, tant dans les procédés que dans la production, qui s'élève à 300 000 bouteilles par an. Mais elle ne peut fonctionner que six mois par an, car elle manque de bois, la forêt de Maulnes n'en fournissant pas suffisamment.
Lorsqu'il prend en main la direction de la verrerie, à la suite de sa mère en 1819, Auguste Michel Le Tellier de Louvois est un personnage important depuis qu'il est devenu pair de France sous la Restauration. Egalement président du conseil-général de l'Yonne, il a épousé en 1804 Athénaïs Grimaldi de Monaco, avec laquelle il réside au château d'Ancy le Franc, fille de Joseph Grimaldi et nièce du prince de Monaco Honoré IV Grimaldi.
En 1819, la production a doublé et la verrerie emploie une centaine d'ouvriers, sans compter les bûcherons et les voituriers.
À partir de 1824, Maulnes est loué à un maître-verrier venu de Bayel, François Vallory. En 1834, le marquis de Louvois vend Maulnes et son domaine, qu'il partage en trois lots. François Vallory achète le château et une partie de la forêt. Mais, ayant fait de mauvaises affaires, le maître-verrier doit fermer Maulnes en 1844, l'année même de la mort du marquis.

### L'abandon (1844 - 1997)

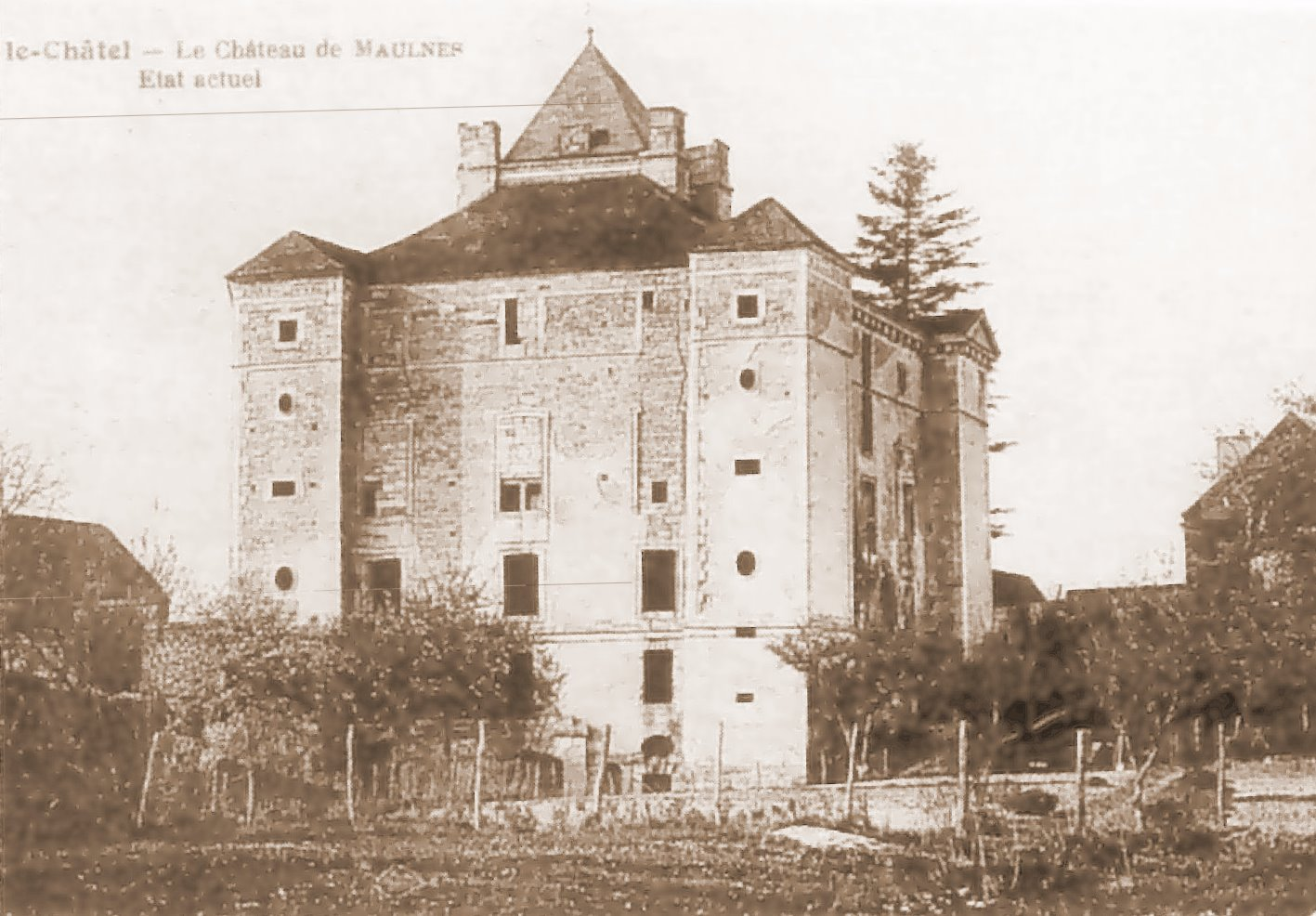
Maulnes au début du XX.

Le château, la ferme attenante et les terres sont vendus en 1851 à Gabriel Chevalier, un banquier de Châtillon-sur-Seine, qui délaisse le château. À sa mort en 1866, les actes de la succession décrivent des bâtiments « en très mauvais état ». Dans les années 1880, quelques travaux de réparation sont entrepris. Après la faillite d'Adrien Chevalier, le domaine de Maulnes est acheté par la famille Prunier, qui le conserve de 1898 à 1918. Il passe ensuite entre les mains de l'industriel Ferdinand Serres et de son fils, de 1918 à 1960. Ces propriétaires successifs sont sans aucun doute davantage intéressés par les terres et les bois que par le château qui tombe lentement en ruines.
Le 11 juillet 1942, le château de Maulnes est classé par le Service des Monuments Historiques, qui tente en vain d'entreprendre des travaux de première urgence en 1943 et 1944. Au fil des ans, le château se dégrade. En 1960, l'acte de vente indique « un château et des dépendances, le tout en ruine ». Le château, sans les terres, est acheté par la Société des Amis de Maulnes, fondée par Philippe Vallery-Radot. Pour la première fois, un grand plan de sauvegarde financé par l'État est mis en place : au début de 1964, les travaux permettent de consolider les façades en ruine, notamment la façade sud prête à s'effondrer. Puis ils se poursuivent en 1966 et de 1967 à 1969.
Mais le comportement du propriétaire met brusquement un terme à cette campagne. La dégradation reprend, aggravée par des tempêtes en 1979 et 1981-1982. En 1985, un arrêté met en demeure le propriétaire d'effectuer des travaux ; ils sont menés d'office en 1987. Puis une nouvelle décennie s'écoule avant qu'enfin, en 1997, le conseil général de l'Yonne n'acquière Maulnes, après une procédure d'expropriation.

### La redécouverte (1997 -)

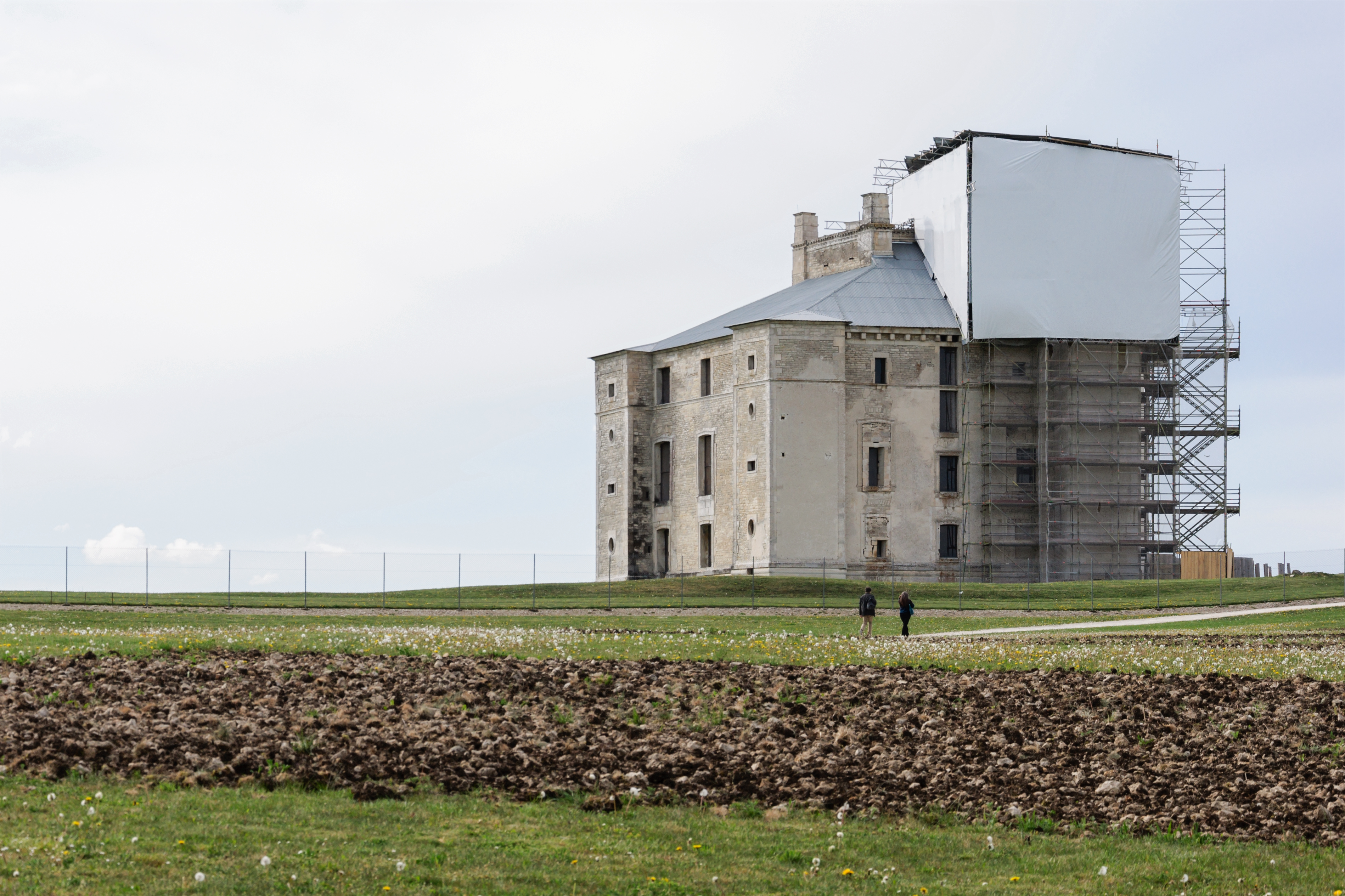
Le château de Maulnes en cours de restauration en 2014.

Dès 1997, un comité scientifique est mis en place afin d'organiser les recherches pluridisciplinaires nécessaires à la compréhension de Maulnes. Tandis que des historiens étudient les archives qui concernent le château et ses commanditaires, des archéologues du Centre d'études médiévales d'Auxerre entreprennent des fouilles et des études, aussi bien dans le château et les communs que dans leur environnement proche. Au long de ces quatre années, les recherches portent sur des thèmes variés, tels que les relations entre le château et la forêt de Maulnes, ou l'étude hydrogéologique du site.
Cette meilleure compréhension guide également les nécessaires travaux de sauvegarde et de restauration, un éclairage qui avait probablement fait défaut lors des campagnes précédentes. Si les travaux d'urgence ont permis de sauver Maulnes et de l'ouvrir aux visites, de nombreuses années seront encore nécessaires afin de pouvoir le présenter aux visiteurs dans les meilleures conditions.

## Description

### La situation

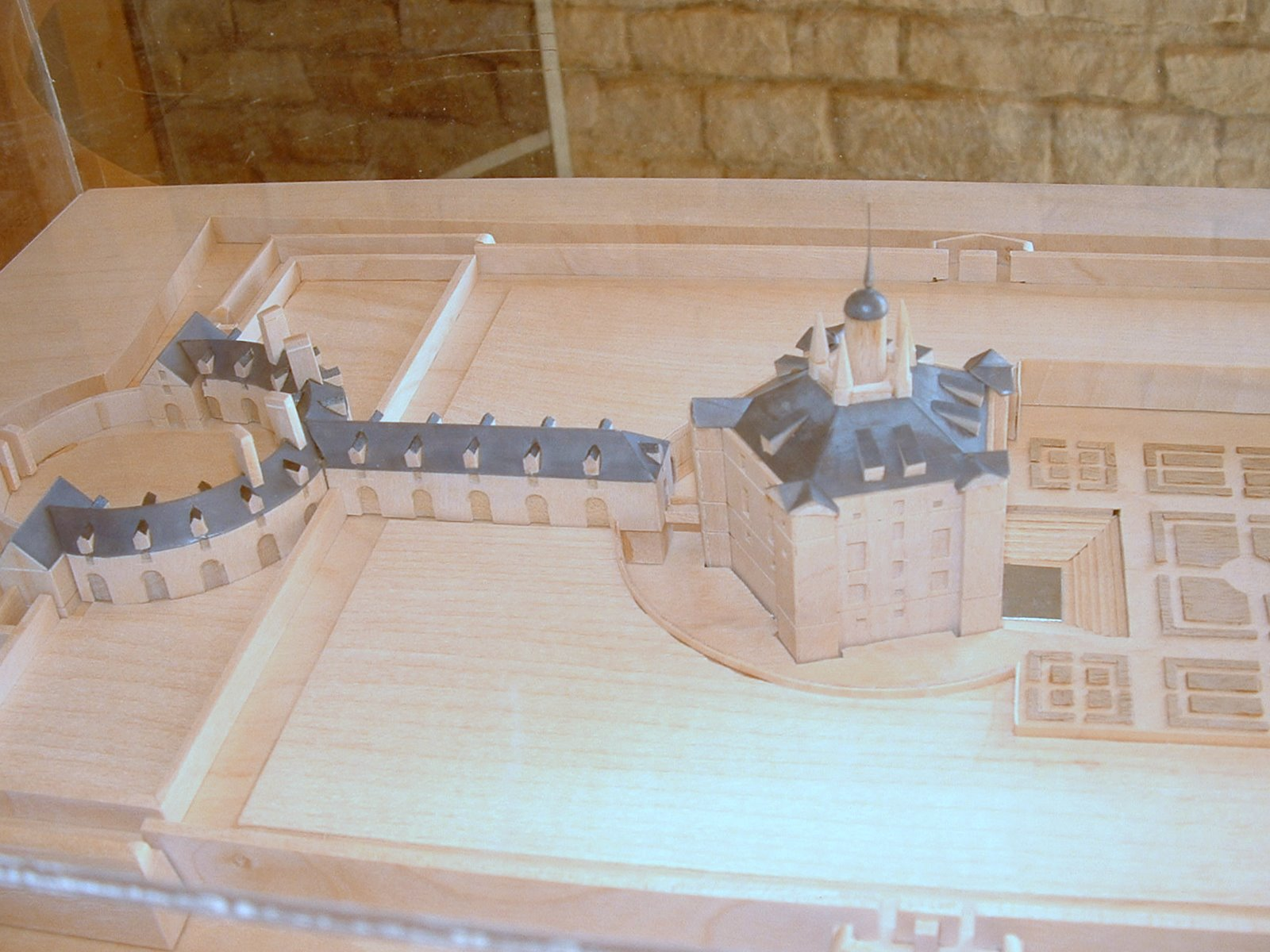
Maquette d'après les plans de Jacques Androuet du Cerceau.

Maulnes est à 25 km de Tonnerre, principale ville de la région, et à 15 km des châteaux de Tanlay et d'Ancy-le-Franc.
Il se situe sur le bord d'un grand plateau, jadis couvert de forêts qui ont cédé la place à des terres agricoles. La carte de Cassini, postérieure de deux siècles, montre le château entouré d'une vaste forêt, dans une clairière située au carrefour de cinq allées forestières. Ces allées permettaient de gérer l'exploitation forestière, de s'adonner à la chasse, mais aussi de dégager de grandes perspectives sur le château. L'emplacement est alimenté par trois sources à débit annuel, connues depuis très longtemps.
Le château est un ensemble de trois bâtiments. On entrait par des communs édifiés en demi-cercle, dont il ne reste qu'une partie. Puis on franchissait une galerie couverte qui a totalement disparu. Par un pont dormant, on accédait enfin au logis pentagonal.

### Les communs et la galerie

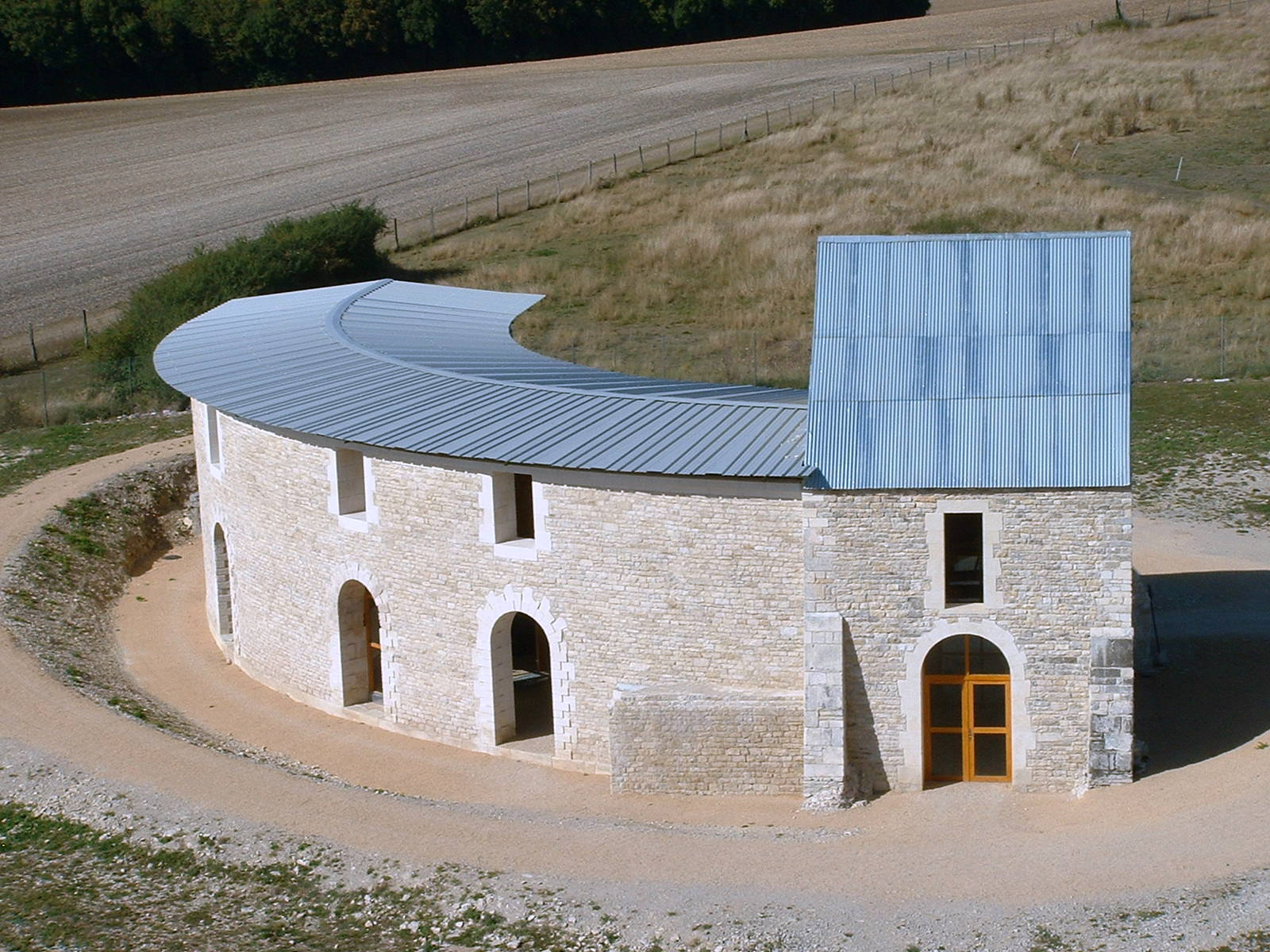
Les communs, vus du sommet du château

Les communs, construits vers 1570-1572, formaient un bâtiment en hémicycle entourant la cour d'entrée, avec un étage et des combles. Ils ont subi de nombreuses transformations pour les adapter à un usage industriel, à l'époque de la verrerie. Un plan de 1942 les représente encore complets. Aujourd'hui, la moitié de l'hémicycle a disparu. La charpente d'origine, à la Philibert Delorme, a été remplacée entre 1662 et 1674 par une charpente traditionnelle, démontée en 2000-2001.
Les communs ont été restaurés en priorité et font désormais office de lieu d'accueil du public et de salle d'exposition.
La pièce centrale des communs, qui existe encore, était bâtie dans l'axe de la galerie et en constituait le vestibule d'entrée. Le dessin de Du Cerceau montre une galerie à étage avec cinq arcades, menant à un pont dormant soutenu par quatre colonnes puis à une passerelle, sans doute mobile. De là, par-dessus les douves sèches, on accédait au logis par une porte située dans la tour nord.

### Le logis

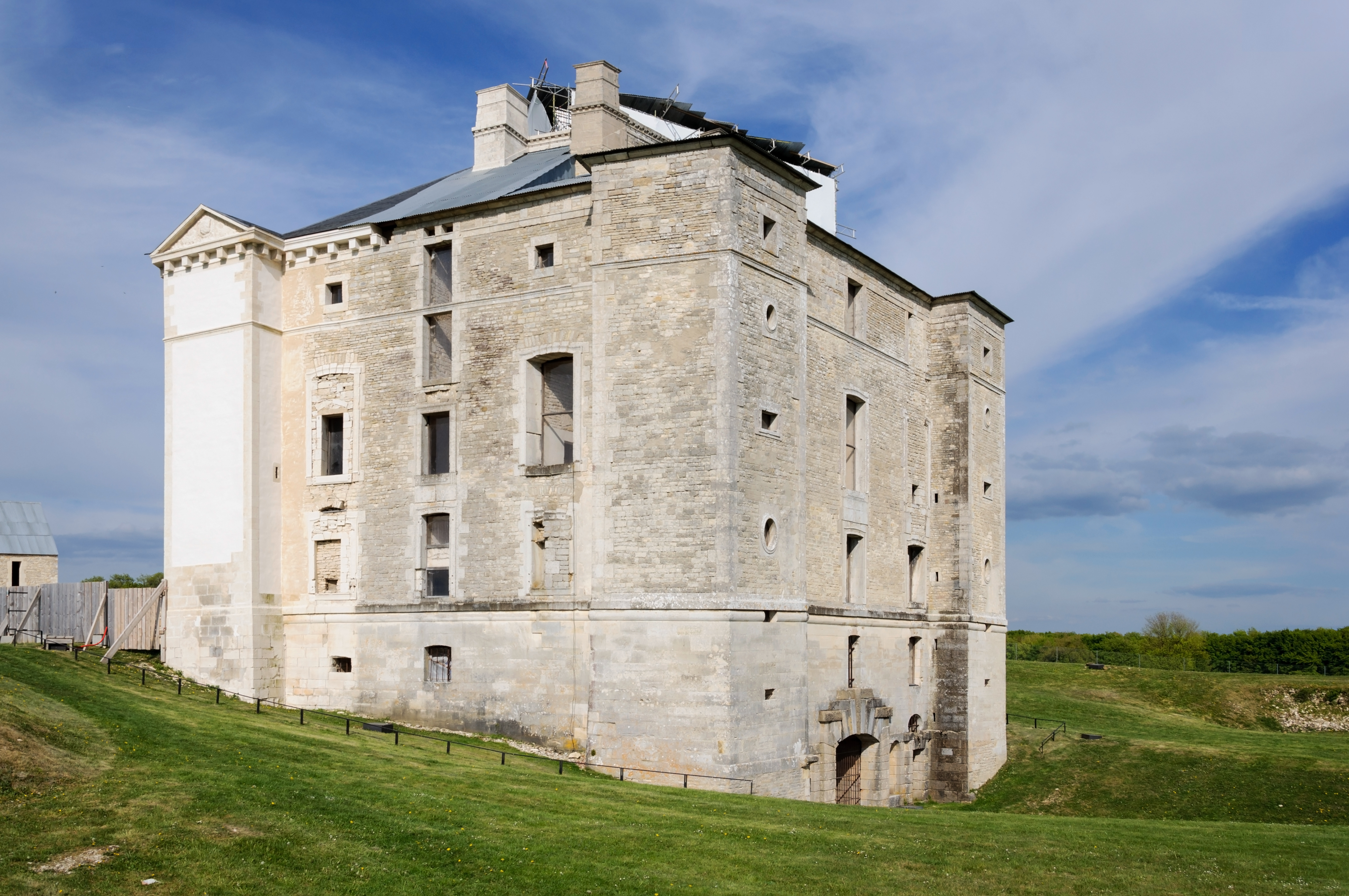
Le logis, en cours de restauration en 2014.

Il s'agit d'un bâtiment de plan pentagonal, à cinq côtés égaux de 17 m environ. Il s'articule autour d'un cylindre creux en forme de puits, qui sert d'axe à un grand escalier en colimaçon à la française, escalier également sur plan pentagonal qui dessert l'ensemble des cinq niveaux et la terrasse située au sommet. Les angles du pentagone sont occupés par des tours, dont trois comportent un escalier, prévu sans doute pour les domestiques afin de réserver l'escalier central aux maîtres des lieux. Quatre tourelles sont de forme pentagonale ; tandis que la cinquième – la tourelle nord par laquelle on accède au logis – a été ajoutée une fois l'édifice terminé, peut-être dans un souci de sécurité face à la reprise de la guerre.
Le bâtiment possède un axe de symétrie qui passe par la tourelle nord et le milieu de la façade sud.
Dans tout le logis, on compte vingt-une cheminées, ce qui devait être appréciable étant donné la rigueur des hivers sur le plateau de Maulnes. Sur la toiture, les souches des cinq cheminées supportent la terrasse centrale.

#### Le puits

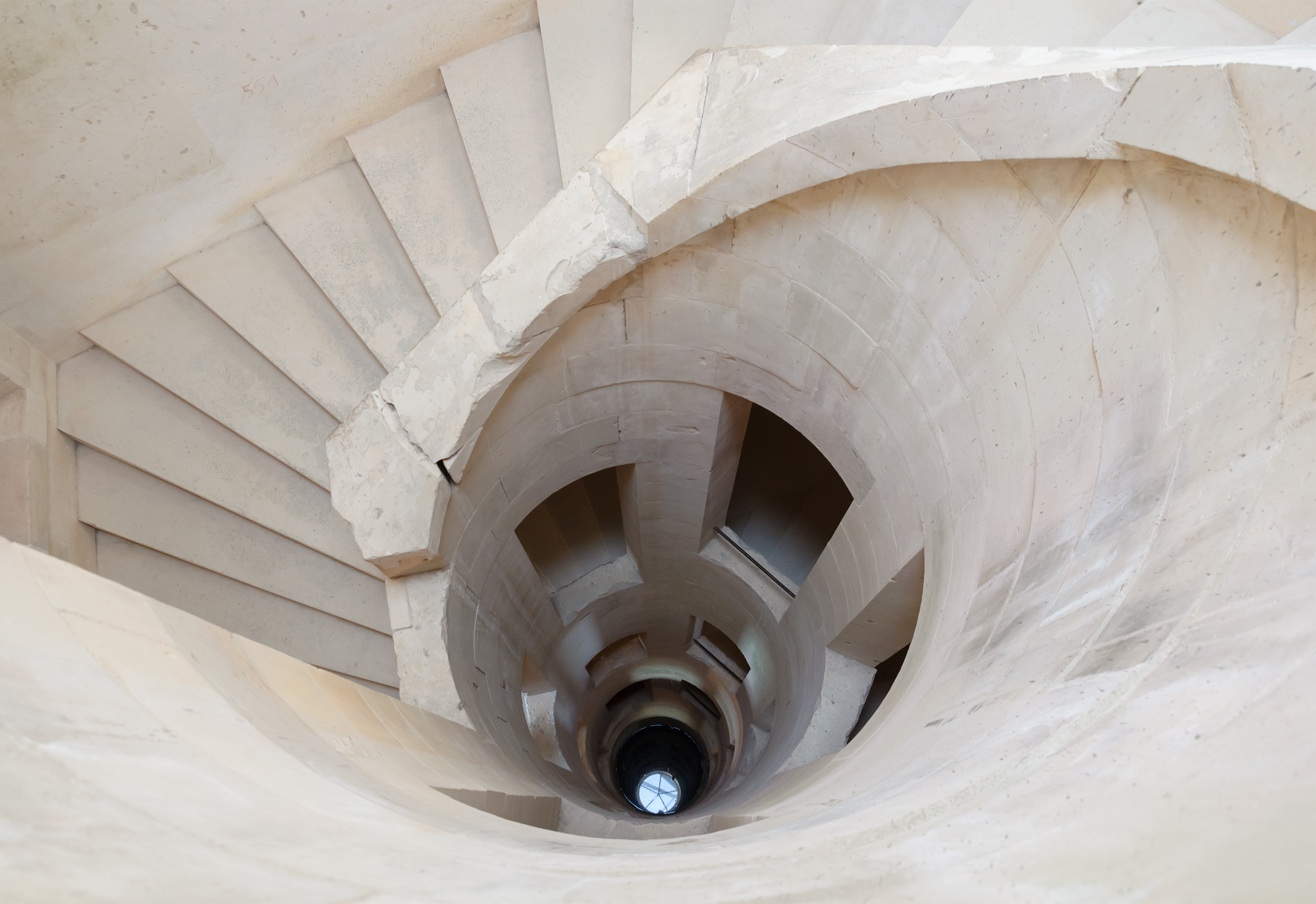
Le puits, axe de l'escalier central.

La cage du puits est ajourée de grandes baies disposées régulièrement. Il était possible de puiser de l'eau à tous les étages, comme le prouvent les nombreuses traces d'usure dues aux cordes, en particulier au niveau 3.

#### Les niveaux 1 et 2
De plain-pied côté sud, ils sont enterrés côté nord, à cause de la pente naturelle du terrain. Une source captée alimente une vasque, qui constitue la base du puits. Le trop-plein de la vasque, ainsi que deux autres sources, se déversent dans un bassin ou nymphée, pour partie intérieur et pour partie extérieur. Ces niveaux comportent des pièces qui pouvaient faire office de lieux de stockage, caves et celliers.

#### Le niveau 3

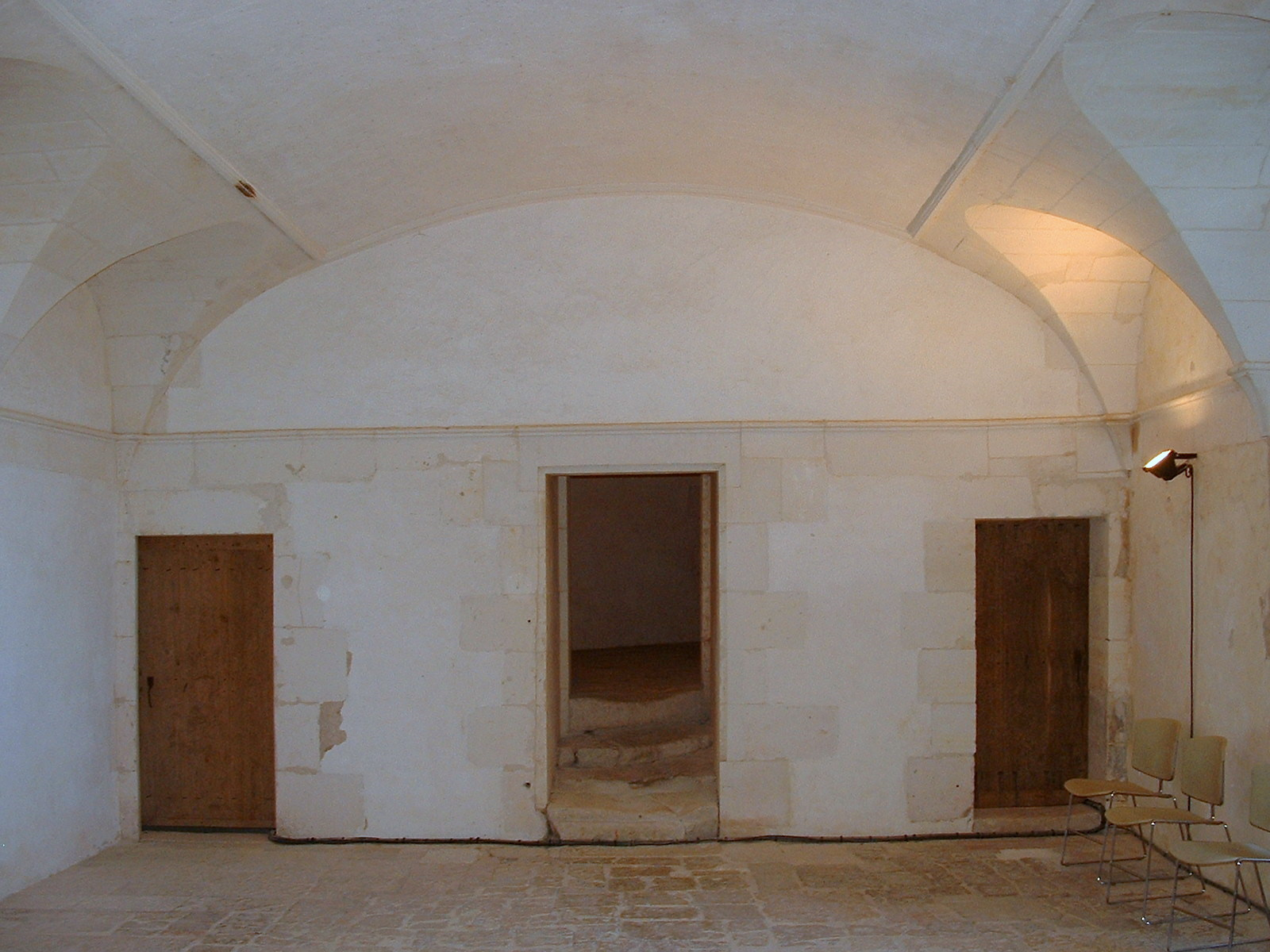
Cuisine et chambre d'été situées de part et d'autre du vestibule.

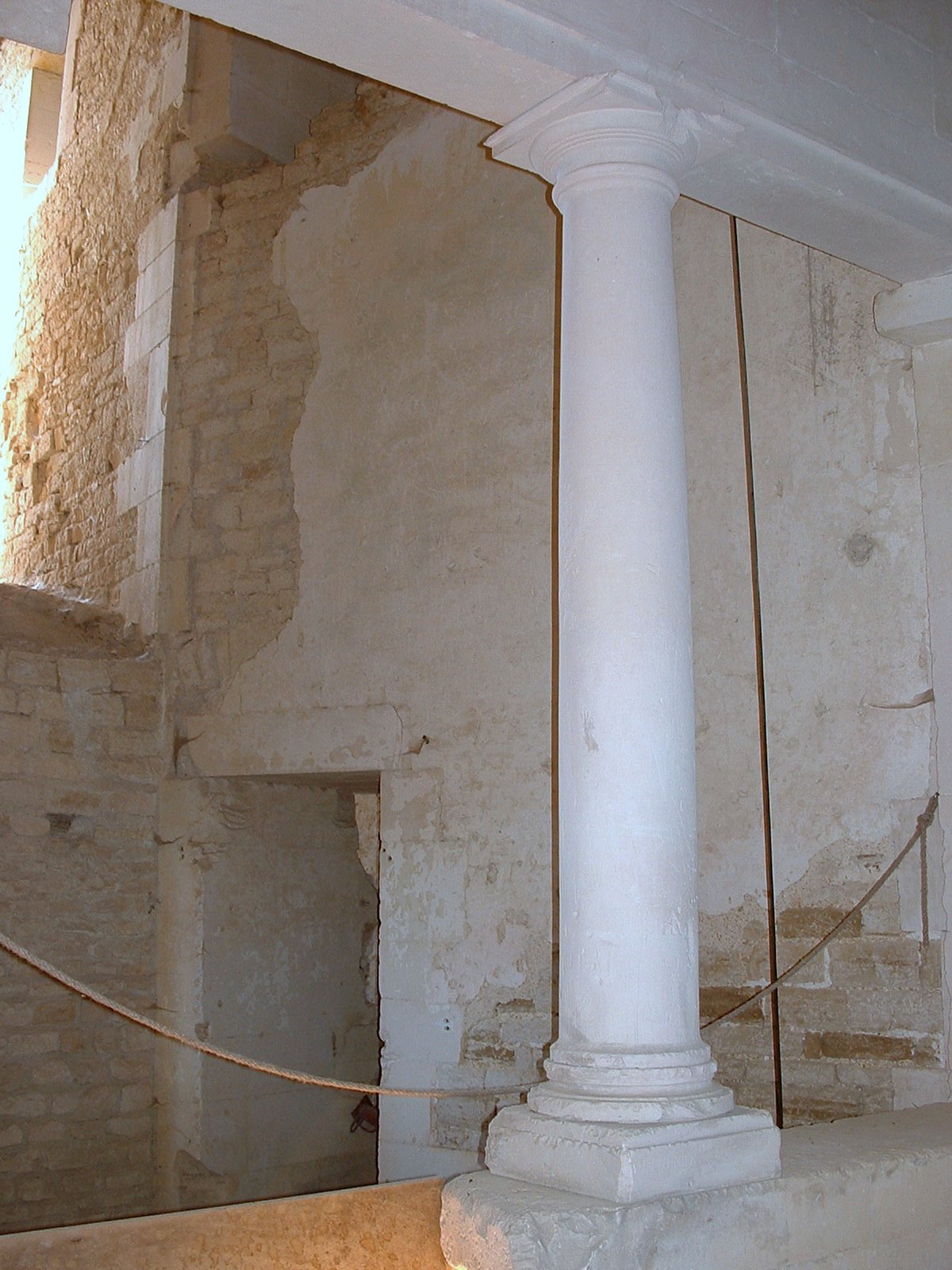
Une colonne.

L'accès par la galerie et le pont donnait, sur ce niveau, dans une pièce vestibule. Du Cerceau décrit le raffinement du château : « En ce bastiment y a poelle, estuves, bagnoirs, fort bien pratiques à cause de la fontaine ». L'étude de ce niveau a effectivement mis en évidence l'aménagement d'une pièce comme appartement de bain, ainsi que d'une étuve, avec local de chauffe et hypocauste. Ces pièces étaient accessibles directement par un petit escalier depuis l'une des chambres de l'étage supérieur, qui pourrait être celle d'Antoine de Crussol. Dans la salle de bain, on a retrouvé des fragments d'un décor mural peint, avec une peinture à l'huile appliquée sur un mortier. Les traces encore visibles montrent un décor de forêt et plusieurs silhouettes féminines, évoquant peut-être la légende de Diane.

#### Le niveau 4
Ce niveau constituait l'étage noble, reconnaissable à la plus grande hauteur des pièces et aux deux colonnes qui l'ornent. D'après la description d'Androuet du Cerceau, les plafonds de cet étage étaient remarquables, en particulier les plafonds dits à enrayure, avec des caissons alignés sur les diagonales de la pièce. Une petite pièce, identifiée comme un cabinet de toilette, est reliée à la chambre que dut occuper Louise de Clermont. Une évacuation d'eau, prévue à travers l'allège de la fenêtre, laisse supposer la présence d'une baignoire ou d'un baquet.

#### La terrasse
Au sommet du château se trouve la terrasse, cernée par cinq souches de cheminées, formant belvédère sur la forêt. Elle dut posséder en son centre un lanternon, capable de protéger de la pluie tout en laissant la lumière pénétrer dans le puits. Elle fut plus tard couverte par un toit pyramidal, supprimé au XXe siècle.

#### Les façades

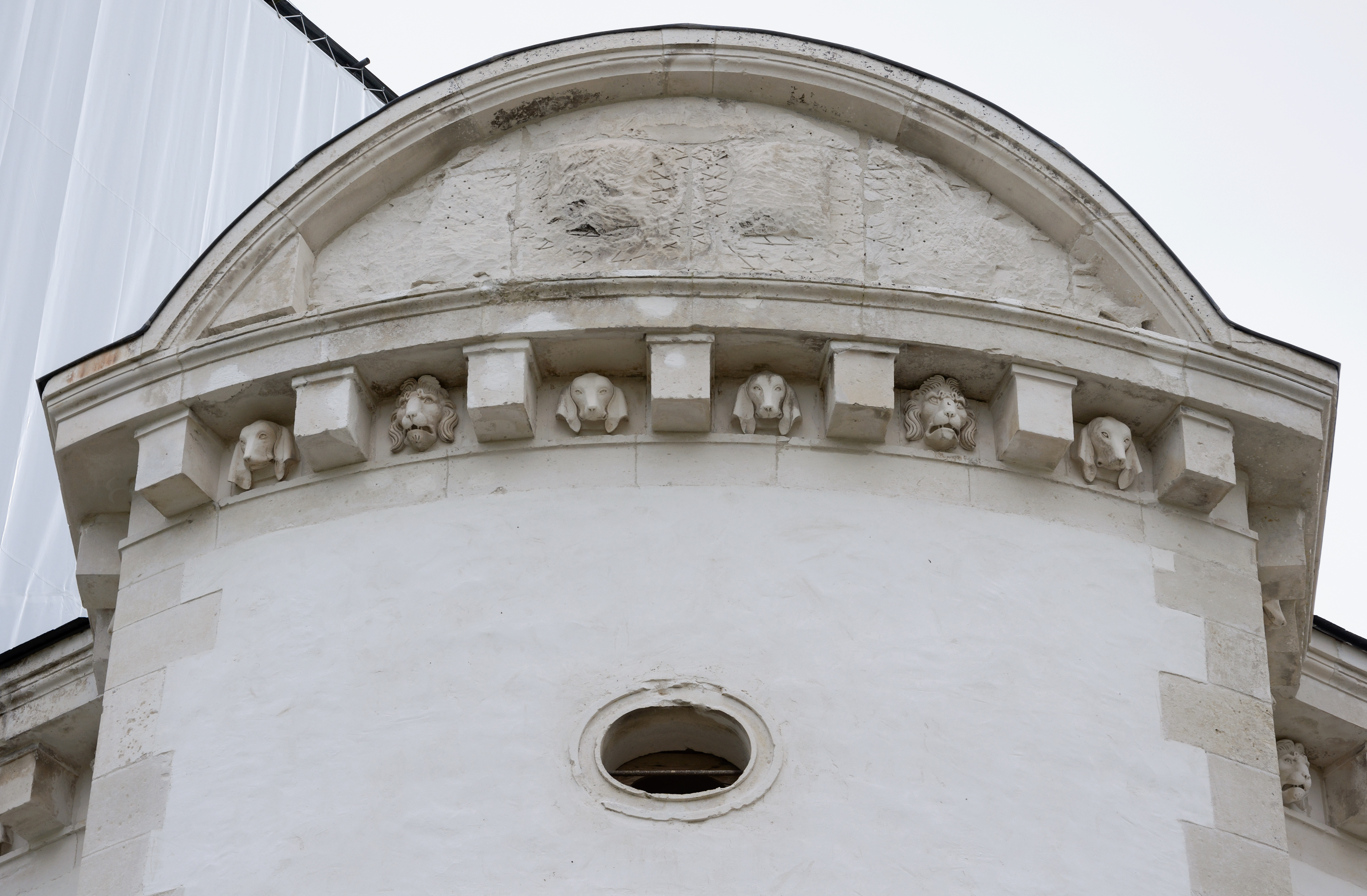
Corniche à modillons de la tourelle nord.

Le corps de logis est conçu pour être vu sous un angle nord-sud et les cinq façades diffèrent entre elles. Elles comprennent cependant toutes trois parties : un soubassement en pierres de taille, des étages et un attique. Les deux façades nord, situées de part et d'autre de la tourelle d'entrée, forment un ensemble ; tandis que la façade sud et les deux tourelles qui l'encadrent forment un autre ensemble. La façade sud s'ouvre vers le jardin et met en scène un nymphée dans sa partie basse, disposition exceptionnelle dans les châteaux français.
À la base de la toiture, une corniche à modillons alterne les têtes de chiens et les têtes de lions. Lors de la campagne photographique ayant suivi le classement du château comme monument historique en 1942, trois têtes de chiens au moins étaient encore en place ; ce décor a par la suite été recomposé sur les façades nord-est et nord-ouest. À l'exception de cette décoration, qui évoque la chasse, les façades sont d'une grande sobriété qui tranche avec les usages de l'époque. Toutefois, leur élaboration est soignée et plus complexe qu'il n'y paraît, ce qui se note par plusieurs éléments : la gradation des matériaux — pierres rustiques pour le nymphée, pierres de taille lisses pour le soubassement, enduit à faux appareil et corniches saillantes des étages — ; le décrochement du socle du bâtiment pour suivre la pente du terrain, mettant en valeur le nymphée ; la variation des formes et des dimensions des baies intérieures et extérieures.  

#### Le choix des pierres
Les moellons de petit appareil, utilisés pour les parements intérieurs, proviennent de gisements de calcaire à astartes situés à quelques centaines de mètres du château.
La majorité des pierres de taille de moyen appareil appartiennent à une même couche géologique de calcaire blanc crayeux et tendre, la pierre de Tonnerre. Elle a été employée en intérieur, pour le puits, les encadrements. Un autre faciès proche, non crayeux et plus dur, a été utilisé pour les murs extérieurs.
Une pierre roussâtre a été employée dans les maçonneries du château, notamment près du nymphée. Elle pourrait provenir de carrières de calcaire à entroques situées à Massangis et Coutarnoux, dans l'Avallonnais.

### Les extérieurs

#### Le jardin

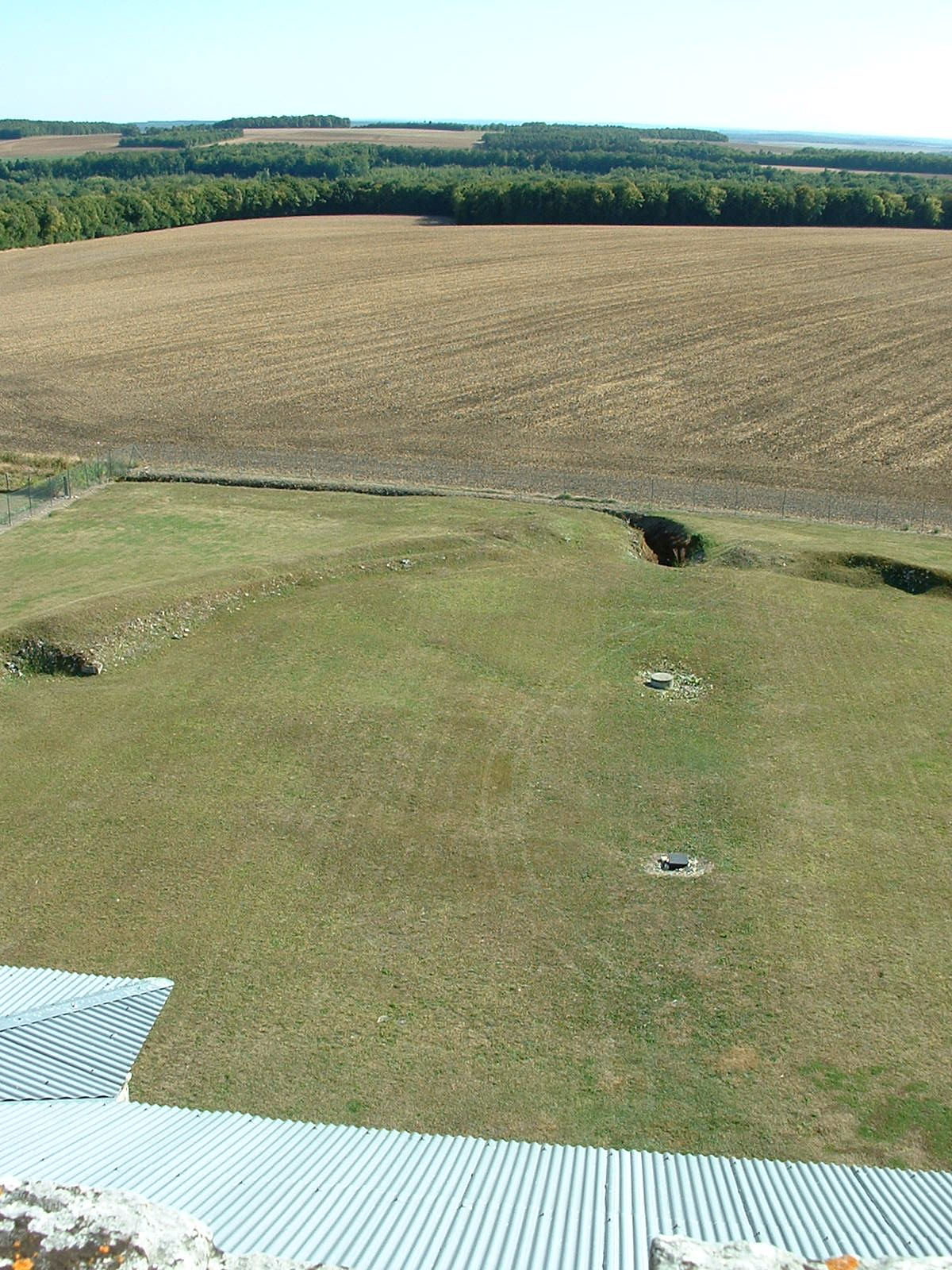
Les traces des jardins, depuis le sommet du logis.

Dès les premiers travaux de construction, toute la zone du futur jardin est déboisée et décapée. Puis les murs de clôture et les murs des douves sèches sont édifiés. Les murs de clôture, dont la partie la plus éloignée du château est en hémicycle, sont entourés d'une haie et d'un glacis gazonné. Le plan d'origine semble avoir prévu la construction d'un grand rempart extérieur avec bastions, qui n'a pas été réalisé. Sur le mode du « palazzo in fortezza » italien (un palais dans une forteresse), il s'agissait probablement de se protéger des troubles fréquents, en ces temps de guerre civile.
Le jardin que représente Du Cerceau, dont on sait qu'il a le goût des jardins, est relativement petit (5 000 m2), composé d'un carré de 50 m de côté et d'un demi-cercle de 25 m de rayon. Le carré comporte le bassin encaissé et huit parterres bordés de buis et plantés de fleurs ou de plantes aromatiques. Le duc d'Uzès a fait un choix original : celui de ne permettre qu'un accès unique au jardin, passant par l'escalier jusqu'au niveau le plus bas du château, longeant le nymphée et remontant le long du talus : c'est alors seulement qu'on découvre le jardin. Autant que le château, le jardin de Maulnes occupe une place à part dans l'histoire de la Renaissance française.
La nature argileuse du sol et la présence d'une nappe aquifère semblent avoir posé des problèmes dans ce jardin encaissé, malgré la mise en place d'une évacuation de l'eau qui devait avoir tendance à s'engorger. Dès le XVIIe siècle, les parties basses du jardin sont rehaussées de 10 à 20 cm, sans résoudre le problème comme le montre la gravure de 1650, avec la présence d'une nappe d'eau qui paraît inonder le niveau 1 du logis. Après un abandon du jardin, un nouvel apport de terre est fait au XVIIIe siècle, avec 30 cm de limon puis 20 cm d'argile.
Avec l'installation de la verrerie, les douves ont été progressivement comblées par les déchets industriels. Après l'abandon du site, le jardin s'est couvert de broussailles, qui ont déposé une couche de désagrégation.

#### Le nymphée

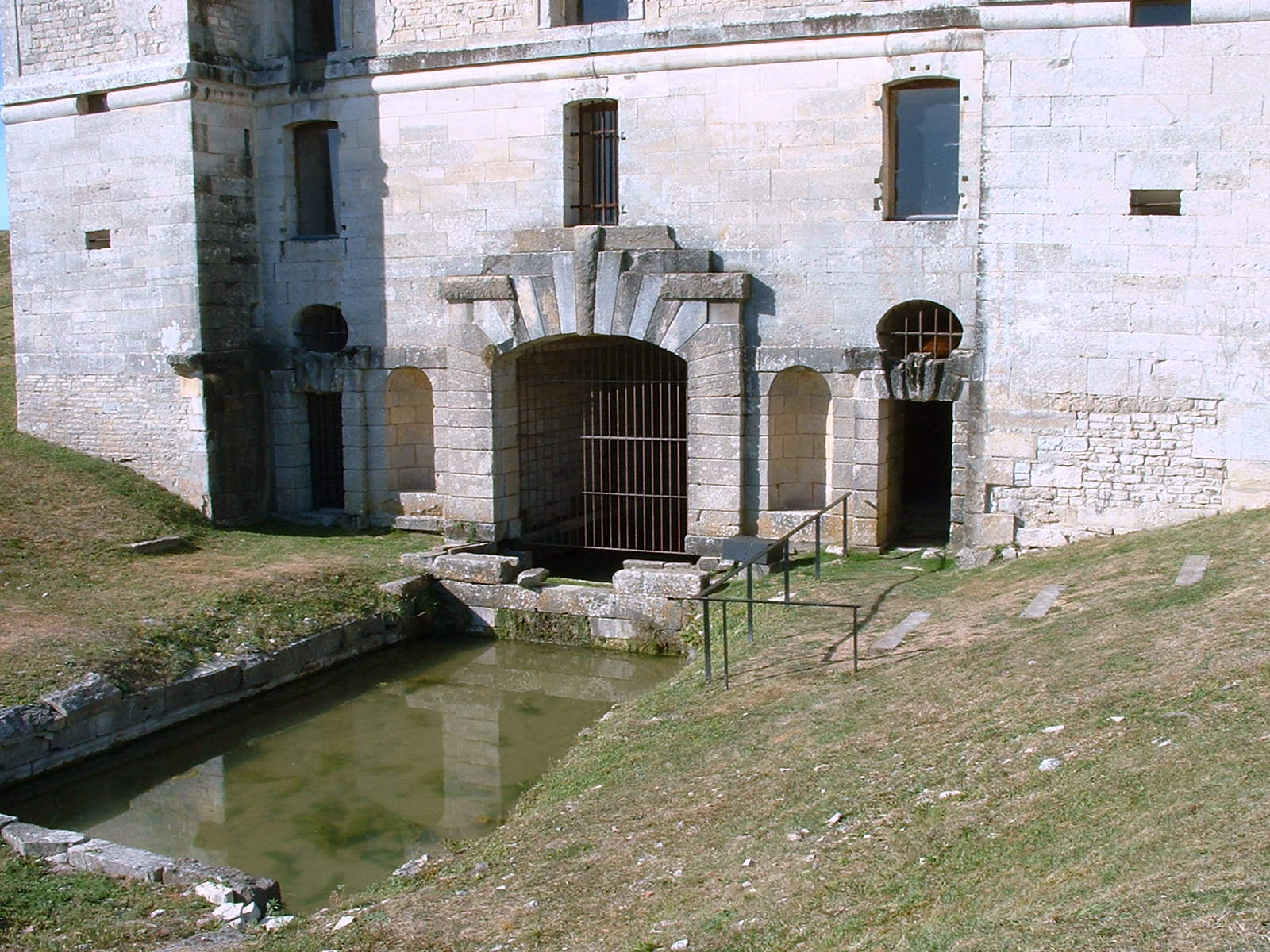
Le nymphée, vu de l'extérieur, avant restauration.

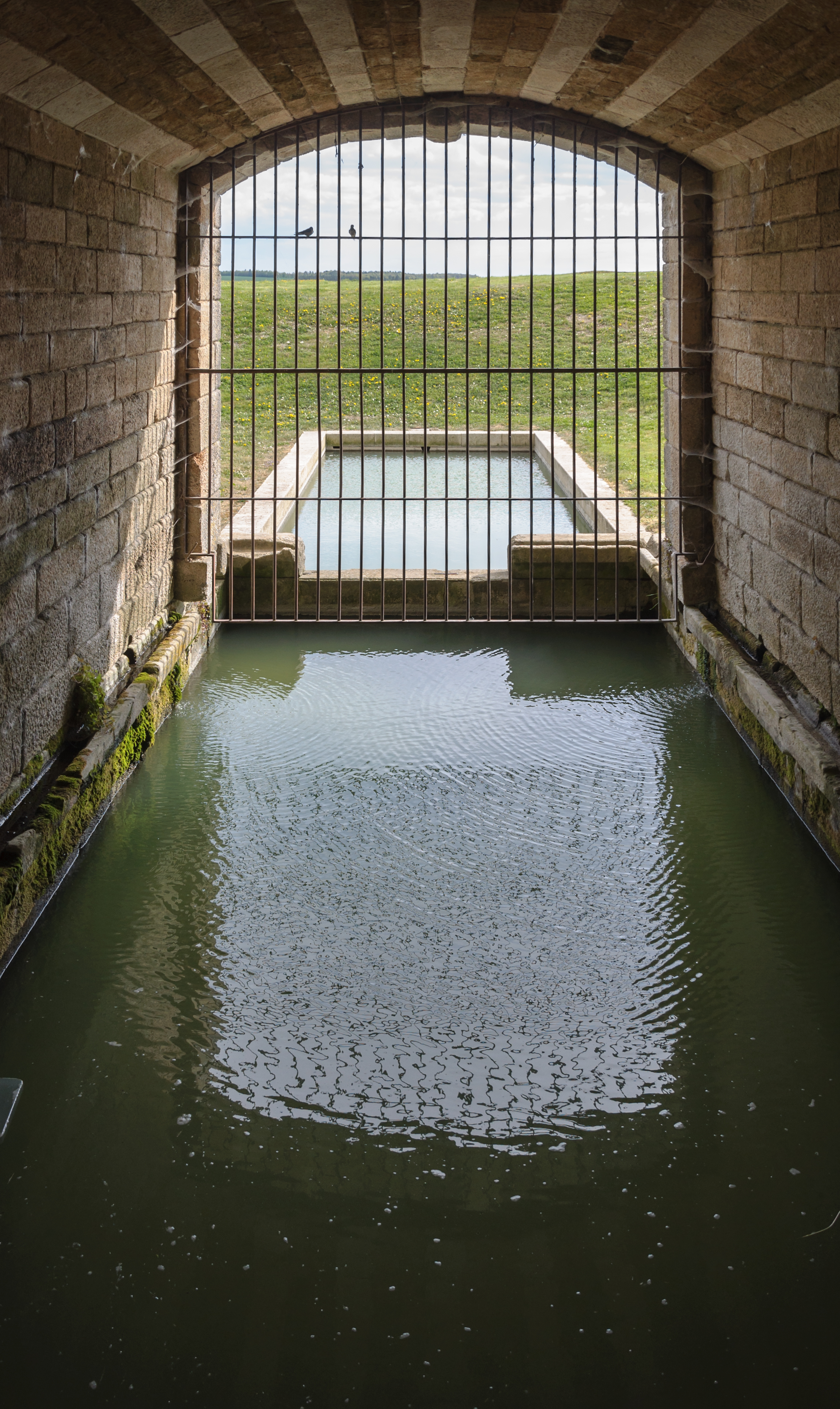
Le nymphée, vu de l'intérieur, après sa restauration.

Le nymphée est un trait d'union entre les jardins et le château, dont il reflète l'image. Sur le plan de Du Cerceau, il est représenté entouré de gradins formant un petit théâtre. Pourtant les fouilles archéologiques ne confirment pas cette vision.
L'hypothèse actuelle consiste en un mur de terrasse séparant le bassin encaissé du reste du jardin, percé d'un escalier d'accès. Le plan de Du Cerceau pourrait correspondre à un projet d'aménagement ultérieur qui n'aurait jamais vu le jour, avec l'abandon du chantier à la mort d'Antoine de Crussol.
La voûte du bassin est faite de voussoirs en alternance de teinte. La façade extérieure, de même que les linteaux du niveau 1, est traitée en bossage rustique.
Le nymphée a été totalement restauré en 2012.

## Les énigmes de Maulnes
Le parti architectural semble s'être structuré autour de quatre idées, sans qu'on puisse dire si l'une est à l'origine des autres :
- construire sur une fontaine et alimenter une vasque,
- utiliser le trop-plein du puits pour alimenter un nymphée intérieur / extérieur,
- construire le château autour d'un escalier à vis s'enroulant sur le puits ouvert,
- utiliser un plan pentagonal.

### Le plan
Pour inhabituelle qu'elle soit, la forme pentagonale de Maulnes n'est pas unique. Le bastion a en effet remplacé la tour dans les fortifications de l'époque et les ingénieurs militaires connaissent bien le pentagone. Or, le duc d'Uzès est le petit-fils d'un grand-maître de l'artillerie, Jacques Galiot de Genouillac, qui l'a fait bénéficier d'une éducation poussée. Nul doute qu'il ait eu maintes fois l'occasion d'observer des fronts bastionnés de forme pentagonale.

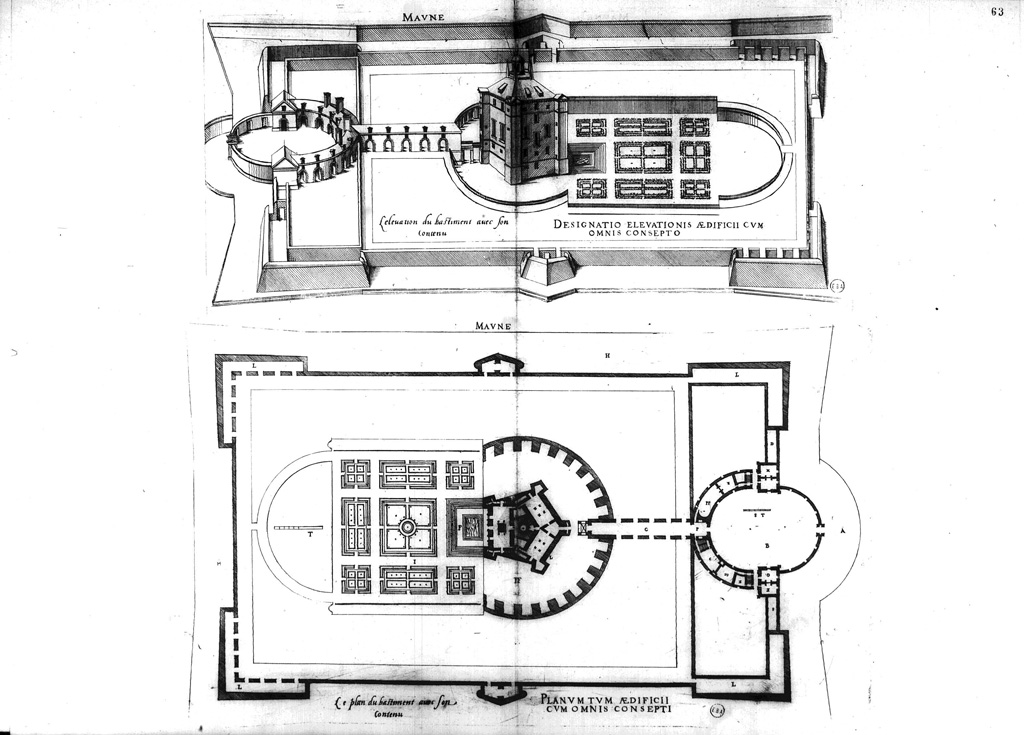
Plan d'Androuet du Cerceau.

Un exemple illustre à l'époque se trouve en Italie : le palais Farnèse de Caprarola, commencé entre 1521 et 1534 à partir d'un projet de Baldassare Peruzzi et achevé à partir de 1556 sous la direction de Vignole. C'est un élève de Peruzzi, Sebastiano Serlio, venu en France en 1541 qui présente dans son Livre VI les plans d'un palais pentagonal. Et c'est cet architecte que choisit Antoine de Clermont, le frère de Louise de Clermont, pour construire un château à Ancy-le-Franc dans les années 1541-1550. On ne peut exclure que le couple Du Bellay ait eu connaissance de ces plans. Toutefois, Maulnes n'est en aucun cas la copie du palais Farnèse, qui est un vaste bâtiment entourant une cour centrale.
En effet, il a fallu surmonter à Maulnes une difficulté majeure, celle de disposer des pièces rectangulaires dans un pentagone de dimension réduite, sans aucun angle droit. La solution, qui témoigne d'une grande maîtrise de la géométrie, a été de disposer le pentagone du puits dans un triangle très aplati, assurant l'orthogonalité des pièces. Pour alléger les larges épaisseurs de maçonnerie, on a tracé des couloirs tortueux, des petites pièces de formes diverses. Cette technique, alors peu connue en France, est très italienne et se retrouve dans les traités de Serlio.
Le seul plan de Maulnes qui nous soit parvenu est celui d'Androuet du Cerceau. Une étude comparée entre ce plan, la gravure de Silvestre, les plans actuels et les données archéologiques, fait ressortir de nombreuses et significatives différences. On peut imaginer qu'Androuet du Cerceau serait entré en possession de plans du projet initial ; qu'il les aurait corrigés à partir d'observations faites à Maulnes entre 1570 et 1573, par lui ou par d'autres ; et qu'enfin il aurait anticipé l'achèvement de travaux en cours ou même seulement prévus, tout cela avec un degré d'exactitude plutôt approximatif.

### L'architecte
Les historiens qui ont étudié Maulnes depuis les années 1930 se sont interrogés sur l'architecte qui en était l'auteur. Certes, on connaît le nom du maître maçon et celui du maître charpentier qui ont œuvré, ce sont des artisans de la région. Certes, le couple ducal possédait sans doute une solide culture architecturale. Mais il peut sembler inconcevable qu'une construction architecturale aussi originale et aboutie que Maulnes, qui dénote une telle maîtrise géométrique, n'ait été conduite par un grand maître de l'époque.
Dès 1938, on a évoqué le nom de Sebastiano Serlio, architecte du château voisin d'Ancy-le-Franc et élève de Peruzzi, premier constructeur de la forteresse de Caprarole, proche de Viterbe vers 1520, pour le premier cardinal Alexandre Farnèse, futur pape Paul III. Cette forteresse sera remplacée par ses petits-fils par l'actuel palais Farnèse. Pourtant Serlio était mort depuis douze ans quand s'ouvrit le chantier de Maulnes. Il pouvait être l'auteur d'un hypothétique projet initial mais certainement pas le maître d'œuvre.
Dans les années 1970, le nom de Serlio est à nouveau évoqué puis écarté. La thèse avancée alors est celle de la séparation entre le projet, dû à un maître manifestement italien, et la réalisation laissée au maçon Jean Verdot, signataire du contrat de 1566. L'architecte serait alors Francesco Paciotto, un élève de Vignole.
Mais aux influences très nettement italiennes s'opposent de nombreux « gallicismes », et l'on rejette dans les années 1980 le nom de Paciotto, dont rien ne prouve qu'il ait séjourné en France.
La dernière hypothèse en 2000 propose le nom d'un architecte français bien au courant des techniques italiennes. Il s'agit de Philibert Delorme, inventeur d'une charpente « à petit bois », du même type que celle qui couvrait les communs en 1570. Delorme est l'architecte du château de Saint-Maur, de 1541 à 1570, date de sa mort. Or le commanditaire de ce château est le cardinal Jean du Bellay, cousin de François du Bellay, qui n'est autre que le premier mari de Louise de Clermont.
Dans l'état des recherches actuelles, on ne peut avancer un nom avec certitude. Tout au plus est-il possible d'émettre l'idée d'une réalisation composite, avec un plan d'origine dû à un maître, peut-être commandé par le couple du Bellay, repris et modifié dix ou vingt ans plus tard par Louise et Antoine de Crussol, avec un chantier évoluant en fonction du contexte politique, des difficultés rencontrées ou des idées nouvelles.

### Maulnes et le cinéma
En 1993, le château a servi de décors pour le tournage de certaines scènes de La Reine Margot, film de Patrice Chéreau qui relate le mariage d'Henri de Navarre avec Marguerite de France, puis quelques jours plus tard le massacre de la Saint-Barthélemy, des évènements auxquels le duc et la duchesse d'Uzès ont été intimement mêlés.